# Jüri Kolk

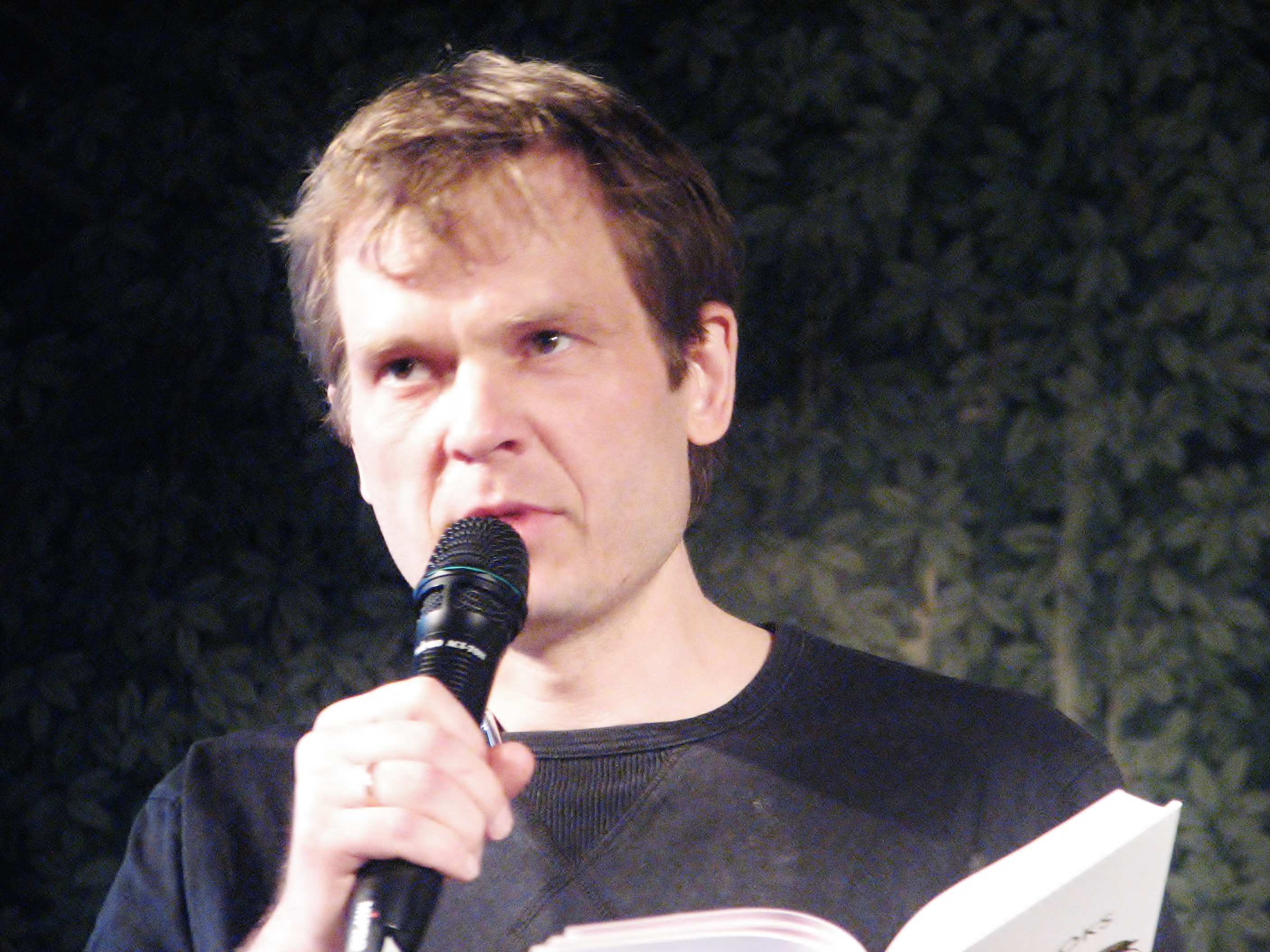
Jüri Kolk (2015)

Jüri Kolk (* 19. Juli 1972 in Viljandi) ist ein estnischer Schriftsteller.

## Leben
Kolk machte 1990 sein Abitur und studierte anschließend drei Jahre an der Universität Tartu estnische Philologie, ohne jedoch einen Abschluss zu machen. Danach arbeitete er in zahlreichen verschiedenen Anstellungen – als Lagerarbeiter, Logistikchef, Redakteur u. ä. Ab 2011 war er einige Jahre bei der estnischen Brauerei A. Le Coq angestellt.
Jüri Kolk übersetzt auch aus dem Englischen und lebt heute als freischaffender Autor in Tallinn. Er ist seit 2014 Mitglied des Estnischen Schriftstellerverbands.

## Werk
Kolk debütierte 2009 und legte danach in rascher Folge sieben Gedicht- und zwei Prosabände innerhalb von sieben Jahren vor. Damit ist er „… leise, aber sicher ins Zentrum der estnischen Literatur gerückt“, wie sein Schriftstellerkollege Peeter Helme es in einer Rezension ausdrückte. In der gleichen Rezension wies der Kritiker darauf hin, dass Kolk den Vergleich zu etwa Lauri Pilter, Jan Kaus oder Mait Vaik – im Hinblick auf seine Prosa – nicht zu scheuen bräuchte.
Sein relativ spätes Debüt – er gehört in eine Generation mit z. B. Karl Martin Sinijärv, Jan Kaus, oder Mehis Heinsaar, die wesentlich früher an die Öffentlichkeit traten – lässt sich anhand zweier Aussagen aus einem Interview mit dem Autor erklären: „Es ist nicht so, dass ich Schriftsteller werden wollte, ich wusste, dass ich ein Schriftsteller werde.“ Aber: „Texte von Menschen unter dreißig zu lesen, lohnt sich nicht.“ Mittlerweile wird der Autor als „einer der besten Vertreter der Resignationsdichtung in der estnischen Lyrik“ charakterisiert, da seine Dichtung häufig durch Zynismus sowie einen schwarzen und trostlosen Humor gekennzeichnet ist. Gleichzeitig wird sein Ton aber auch als „ruhig und erzählerisch“ beschrieben, wodurch er ein Gegenstück zu dem lauten Jürgen Rooste darstelle. Auch seine Prosa wird von Kollegen sehr gelobt und zum Beispiel mit der Mati Unts verglichen.
Da viele von Kolks Büchern in Sven Kivisildniks Verlag Jumalikud Ilmutused erschienen sind, wurden auch Parallelen zu diesem Dichter gezogen, was der Autor selbst in dem genannten Interview jedoch ablehnt.

## Auszeichnungen
- 2015 Juhan-Liiv-Preis
- 2016 Friedebert-Tuglas-Novellenpreis für Sünnimärk
- 2016 Gustav-Suits-Preis

## Bibliografie
- Barbar Conan peeglitagusel maal (ja mis ta seal rääkis) ('Conan der Barbar im Land hinter dem Spiegel (und was er dort erzählte)'). Tartu: Võluri tagasitulek 2009. 96 S.
- Jää on paksem kui veri ('Eis ist dicker als Blut'). Pärnu-Saarde: Ji 2011. 111 S.
- Seitse surmavoorust ('Die sieben Todtugenden'). Pärnu: Jumalikud Ilmutused 2013. 108 S.
- Ära mine valguse poole ('Geh nicht zum Licht'). Saarde, Pärnu: Jumalikud Ilmutused 2013. 104 S.
- Teisipäevamaa ('Das Dienstagsland'). Pärnu: Jumalikud Ilmutused 2014. 169 S.
- Otse aia taga ('Direkt hinter dem Zaun'). Saarde Pärnu: Jumalikud Ilmutused 2014. 109 S.
- Suur võidujooks ('Der große Wettlauf'). Tallinn: Tuum 2015. 191 S.
- Mee lakkumine pole meelakkumine ('Lecken am Honig ist kein Zuckerschlecken'). Saarde-Pärnu: Ji 2015. 91 S.
- Igapidi üks õnn ja rõõm ('In jeder Hinsicht ein Glück und eine Freude'). Tallinn: EKSA 2016. 98 S.
- Roheline suits ('Grüner Rauch') Tallinn: Post Factum 2017. 171 S.